# Erzengel Michael (Heraldik)
Der Erzengel Michael ist in der Heraldik eine gemeine Figur und in vielen Wappen eine häufig vorkommende Wappenfigur.
Die Darstellung zeigt ihn auf einem rücklings liegenden Drachen oder Satan stehend und mit einem (Flammen-)Schwert oder auch einer Lanze am langen Kreuz auf das Tier einstechend. Die Lage und Tinktur des Drachen oder Satan ist bei der Wappenbeschreibung zu erwähnen. Er ist geflügelt, gepanzert oder mit anderer Kleidung im Wappen und ein Kampfschild oder ein Bündel Blitze in der Hand haltend. An Stelle des Schildes tritt gelegentlich auch eine Balkenwaage, sein Attribut. Ein Heiligenschein kann den Kopf umgeben. Der Kampfschild kann mit einem Kreuz verziert sein. Alle Details können leichte Abweichungen haben.
Nach dem Erzengel Michael sind auch verschiedene Michaelsorden benannt.

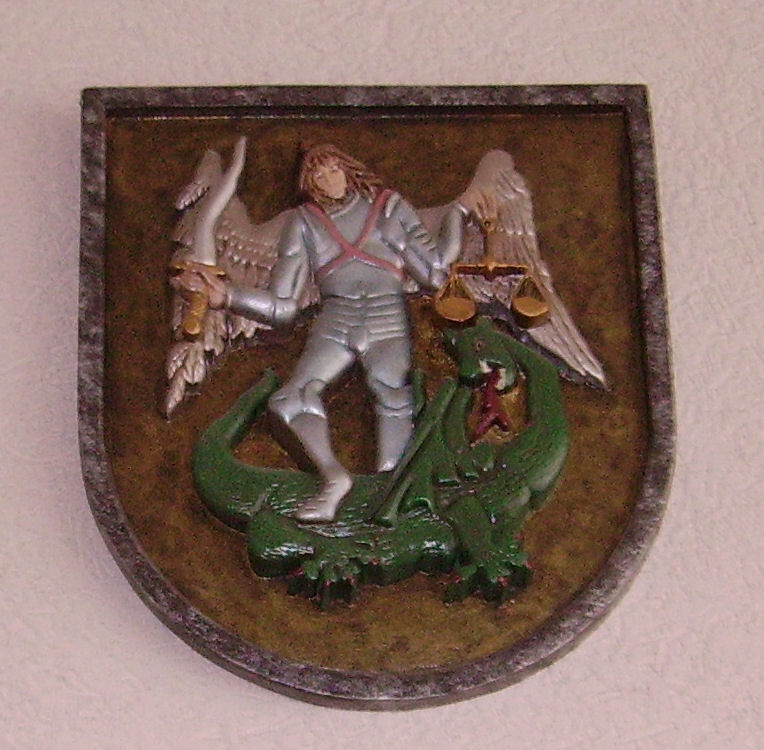
Maudacher Schloss
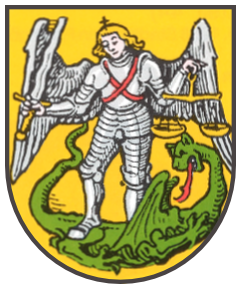
Maudach
Thorn (Limburg)